# Lukáš Slavický
Lukáš Slavický (* 17. September 1980 in Prag) ist ein tschechischer Tänzer.

## Biografie
Er studierte von 1991 bis 1999 am Prager Tanz-Konservatorium und wurde 1999 Mitglied des Bayerischen Staatsballetts in München. Dort wurde er 2003 zum Ersten Solisten ernannt. Nach 17 Jahren beim Bayerischen Staatsballett wechselte er nach České Budějovice / Budweis und wurde dort 2016 Direktor des Ballettensembles des Südböhmischen Theaters.

## Preise und Auszeichnungen
Im Jahr 2003 erhielt Slavicky den Prix Benois de la danse in der Kategorie „Bester männlicher Tänzer“.